# Phylloscyrtus intermedius
Phylloscyrtus intermedius är en insektsart som beskrevs av Morgan Hebard 1928. Phylloscyrtus intermedius ingår i släktet Phylloscyrtus och familjen syrsor. Inga underarter finns listade i Catalogue of Life.